# Organizzazione europea per l'esercizio dei satelliti meteorologici
EUMETSAT (European Organisation for the Exploitation of Meteorological Satellites, in italiano Organizzazione europea per l'esercizio dei satelliti meteorologici) è un'organizzazione intergovernativa, con l'obiettivo principale di gestire la rete europea dei satelliti meteorologici. È responsabile infatti del lancio e del controllo dei satelliti e della trasmissione dei dati ottenuti agli interessati, nonché del monitoraggio del clima e dei cambiamenti climatici globali. Le sue attività contribuiscono dunque ad un sistema di osservazione meteorologica satellitare globale assieme ad altre nazioni che dispongono di satelliti meteorologici.

## Storia
Fondata nel 1986 attraverso una convenzione internazionale a cui aderiscono 30 stati europei, pur non essendo un'agenzia dell'Unione europea (Austria, Belgio, Bulgaria, Croazia, Danimarca, Estonia, Finlandia, Francia, Germania, Grecia, Irlanda, Islanda, Italia, Lettonia, Lituania, Lussemburgo, Norvegia, Paesi Bassi, Polonia, Portogallo, Regno Unito, Repubblica Ceca, Romania, Slovacchia, Slovenia, Spagna, Svezia, Svizzera, Turchia, Ungheria): questi paesi finanziano i programmi dell'organizzazione e sono i principali fruitori del sistema.

### Lista dei direttori generali
| Direttore generale | Mandato                     |
| ------------------ | --------------------------- |
| Philip Evans       | Gennaio 2021 – attuale      |
| Alain Ratier       | Agosto 2011 – Dicembre 2020 |
| Lars Prahm         | Agosto 2004 – Luglio 2011   |
| Tillmann Mohr      | Agosto 1995 – Luglio 2004   |
| John Morgan        | Giugno 1986 – Luglio 1995   |

## Satelliti
I satelliti meteorologici di EUMETSAT sono di due tipi: geostazionari e polari.

### Geostazionari

La tempesta denominata "Adrian" o anche "Vaia" del 29 ottobre 2018 ripresa dai satelliti EUMETSAT

I satelliti della serie Meteosat sono dislocati in alcune posizioni lungo l'equatore terrestre a un'altezza di circa 36.000 km, compiono un'orbita in 24 ore e rimangono fissi rispetto alla rotazione terrestre. Quindi osservano il disco terrestre sempre dalla stessa posizione e non vedono mai le calotte polari o le alte latitudini.

### Polari

#### Metop
I satelliti polari della serie Metop hanno orbite cosiddette eliosincrone, cioè orbite quasi polari che per un effetto di precessione passano sopra ogni punto della terra sempre alla stessa ora locale. Volano molto più bassi, a circa 800 km da terra, compiono un'intera orbita in 100 minuti. I satelliti Metop sorvolano l'equatore verso sud sempre alle 9.30 ora locale. Satelliti simili, ma con sorvolo dell'equatore alle 13.30 verso nord, sono gestiti dall'agenzia statunitense NOAA, con la quale EUMETSAT collabora con la distribuzione reciproca dei dati agli utenti e lo scambio di strumenti di rilevamento (europei e americani) per l'imbarco sui rispettivi satelliti. Le frequenze elettromagnetiche di osservazione meteorologica sono nella banda visibile, in quella infrarossa e in quella delle microonde.

#### Jason
Jason-2
Il satellite Jason-2 è il frutto di una collaborazione internazionale che include EUMETSAT, CNES, e le agenzie Americane NASA e NOAA.
Jason-2 è stato lanciato dalla stazione di Vandenberg Air Force Base a bordo di un razzo Delta II il 20 giugno 2008 alle ore 7:46 UTC.
Jason-2 fornisce regolarmente dati oceanografici fondamentali per permetterci di capire le previsioni del tempo e il monitoraggio dei cambiamenti climatici. Jason-2 fornisce dati sulle oscillazioni decennali nei grandi oceani, le variazioni su mesoscala, i venti di superficie e le condizioni delle onde. I dati di Jason-2 contribuiscono all'assimilazione dei dati da parte del Centro europeo per le previsioni meteorologiche a medio termine (ECMWF) per migliorare le previsioni sulla atmosfera globale e sugli oceani.
Jason-3

Jason-3 è stato lanciato il 17 gennaio 2016, dalla Vandenberg Air Force Base in California, su un razzo SpaceX Falcon 9. Il satellite è operazionale dal 14 ottobre 2016. Jason-3 vola su un'orbita bassa non-sun-sincrona a una inclinazione di 66° e un'altitudine di 1336 km, ottimizzata per eliminare gli effetti delle maree dalle misure di altezza della superficie del mare e livello medio del mare. Jason-2 vola sulla stessa orbita, ma spaziato di 162°. Jason-3 è stato costruito sulla base della stessa cooperazione di Jason-2, fra EUMETSAT, NOAA, CNES e NASA, e il programma Copernicus della Comunità Europea contribuirà alle spese delle operazioni come parte delle attività HPOA, che forniscono anche il contributo al programma Jason-CS.
Jason-CS

Il satellite Sentinel-6 Michael Freilich svolge la missione di altimetria radar del Programma Copernicus, con l'obiettivo di fornire misure ad alta precisione del livello globale dell'oceano.
La missione Sentinel-6 Michael Freilich sarà implementata per mezzo di due satelliti della serie Jason-CS (Jason-CS A e Jason-CS B), con lo scopo di continuare le misure di altimetria dell'oceano ad alta precisione negli anni 2020–2030.
Un obiettivo secondario è di raccogliere profili verticali di temperatura ad alta risoluzione usando la tecnologia sounding delle occultazioni radio GNSS, per valutare le variazioni di temperatura nella troposfera e stratosfera e per supportare le previsioni del tempo numeriche. Il lancio è previsto per novembre 2020.

## Paesi membri e cooperanti
Paesi membri.
     Paesi con accordi di cooperazione.

Paesi membri.
Paesi con accordi di cooperazione.

Gli stati membri contribuiscono alle spese dell'organizzazione in misura proporzionale al loro reddito.
Gli stati membri dell'organizzazione hanno accesso completo e libero alle immagini, ai dati e a tutte le informazioni prodotte da EUMETSAT. I paesi cooperanti beneficiano di minori costi rispetto alle nazioni estranee a EUMETSAT, per accedere agli stessi dati, ma possono ottenere accesso completo e libero solo in caso di emergenza o rischio di disastro meteorologico. Eccezionalmente, alcuni stati estranei ad EUMETSAT e membri dell'Organizzazione meteorologica mondiale possono ottenere accesso agli stessi dati per le stesse ragioni.
Alcuni stati particolarmente poveri del mondo e possono ottenere accesso ai dati Meteosat qualora il loro reddito annuale pro capite risulti, secondo la Banca Mondiale, non superiore ai 7901 dollari statunitensi.
| Paese       | Condizione | Da            | Contributo (2013) | Organizzazione nazionale rappresentante                                           | Sito ufficiale              |
| ----------- | ---------- | ------------- | ----------------- | --------------------------------------------------------------------------------- | --------------------------- |
| Germania    | Membro     | Giugno 1986   | 19,20 %           | Deutscher Wetterdienst                                                            | www.dwd.de.                 |
| Regno Unito | Membro     | Giugno 1986   | 15,62 %           | Met Office                                                                        | www.metoffice.gov.uk.       |
| Francia     | Membro     | Giugno 1986   | 14,70 %           | Météo-France                                                                      | www.meteofrance.com.        |
| Italia      | Membro     | Giugno 1986   | 12,04 %           | Servizio meteorologico dell'Aeronautica Militare                                  | www.meteoam.it.             |
| Spagna      | Membro     | Giugno 1986   | 7,56 %            | Agencia Estatal de Meteorología                                                   | www.aemet.es.               |
| Paesi Bassi | Membro     | Giugno 1986   | 4,38 %            | Koninklijk Nederlands Meteorologisch Instituut                                    | www.knmi.nl.                |
| Svizzera    | Membro     | Giugno 1986   | 2,75 %            | Ufficio federale di meteorologia e climatologia                                   | www.meteosvizzera.admin.ch. |
| Belgio      | Membro     | Giugno 1986   | 2,57 %            | L'Institut royal météorologique de Belgique / Koninklijk Meteorologisch Instituut | www.meteo.be.               |
| Svezia      | Membro     | Giugno 1986   | 2,53 %            | Sveriges meteorologiska och hydrologiska institut                                 | www.smhi.se.                |
| Turchia     | Membro     | Giugno 1986   | 2,27 %            | Devlet Meteoroloji İşleri Genel Müdürlüğü                                         | www.mgm.gov.tr.             |
| Austria     | Membro     | Dicembre 1993 | 2,05 %            | Zentralanstalt für Meteorologie und Geodynamik                                    | www.zamg.ac.at.             |
| Norvegia    | Membro     | Giugno 1986   | 2,03 %            | Meteorologisk institutt                                                           | www.met.no.                 |
| Polonia     | Membro     | Giugno 2009   | 1,95 %            | Instytut Meteorologii i Gospodarki Wodnej                                         | www.imgw.pl.                |
| Danimarca   | Membro     | Giugno 1986   | 1,78 %            | Danmarks Meteorologiske Institut                                                  | www.dmi.dk.                 |
| Grecia      | Membro     | Giugno 1986   | 1,65 %            | Ethniké Meteōrologhiké Yperesía                                                   | www.emy.gr.                 |
| Finlandia   | Membro     | Giugno 1986   | 1,35 %            | Ilmatieteen laitos / Meteorologiska institutet                                    | www.ilmatieteenlaitos.fi.   |
| Portogallo  | Membro     | Giugno 1986   | 1,23 %            | Instituto de Meteorologia                                                         | www.ipma.pt.                |
| Irlanda     | Membro     | Giugno 1986   | 1,17 %            | Met Éireann                                                                       | www.met.ie.                 |
| Rep. Ceca   | Membro     | Maggio 2010   | 0,80 %            | Český hydrometeorologický ústav                                                   | www.chmi.cz.                |
| Ungheria    | Membro     | Luglio 1999   | 0,69 %            | Országos Meteorológiai Szolgálat                                                  | www.met.hu.                 |
| Romania     | Membro     | Novembre 2010 | 0,57 %            | Administratia Nationala de Meteorologie                                           | www.meteoromania.ro.        |
| Slovacchia  | Membro     | Gennaio 2006  | 0,32 %            | Slovenský hydrometeorologický ústav                                               | www.shmu.sk.                |
| Croazia     | Membro     | Luglio 2006   | 0,25 %            | Državni hidrometeorološki zavod                                                   | www.meteo.hr.               |
| Slovenia    | Membro     | Febbraio 2008 | 0,23 %            | Agencija Republike Slovenije za okolje                                            | www.arso.gov.si.            |
| Lussemburgo | Membro     | Luglio 2002   | 0,21 %            | Administration de la navigation aérienne                                          | ana.gouvernement.lu.        |
| Lituania    | Membro     | Gennaio 2014  | 0,16 %            | Lietuvos hidrometeorologijos tarnyba                                              | www.meteo.lt.               |
| Lettonia    | Membro     | Giugno 2009   | 0,10 %            | Latvijas Vides, ģeoloģijas un meteoroloģijas centrs                               | videscentrs.lvgmc.lv.       |
| Estonia     | Membro     | Giugno 2013   | 0,09 %            | Eesti Meteoroloogia ja Hüdroloogia Instituut                                      | www.ilmateenistus.ee.       |
| Bulgaria    | Membro     | Aprile 2014   | 0,18 %            | Nacionalen institut po meteorologija i hidrologija                                | www.meteo.bg.               |
| Islanda     | Membro     | Gennaio 2014  | 0,10 %            | Veðurstofa Íslands                                                                | www.vedur.is.               |